# 令和7年度全国高等学校総合体育大会
令和7年度全国高等学校総合体育大会（れいわななねんどぜんこくこうとうがっこうそうごうたいいくたいかい）は、2025年（令和7年）7月から2026年（令和8年）2月にかけて行われている全国高等学校総合体育大会である。
実施34競技のうち、30競技による夏季大会が2025年7月23日 - 8月20日を開催期間として中国ブロック5県で、男子サッカーが福島県で、女子サッカーが北海道で、ヨットが和歌山県で、冬季大会の4競技が競技種目ごとに下記開催地および開催期間にてそれぞれ実施される。

## 夏季大会
夏季大会は、広島県を中心とする中国ブロックで開催される予定。

### 概要
- 愛称：開け未来の扉 中国総体 2025
- スローガン：「輝け 君の青春 刻め 努力の軌跡」
- 総合開会式：広島グリーンアリーナ
- 開催地：広島県（総合開会式など）、鳥取県、島根県、岡山県、山口県、北海道、福島県、和歌山県
- 主催 - 公益財団法人全国高等学校体育連盟
- 共催 - 読売新聞
- 後援 - スポーツ庁、公益財団法人日本スポーツ協会、日本放送協会
- 主管 - 公益財団法人全国高等学校体育連盟競技専門部
- 特別協賛 - 大塚製薬
- 協賛 - JTB・マイナビ・カンコー学生服・日本工学院

### 実施競技・会場一覧[1]
| 都道府県 | 競技名                | 開催期間                                   | 会場地     | 競技会場                                                   |
| -------- | --------------------- | ------------------------------------------ | ---------- | ---------------------------------------------------------- |
| 広島県   | 総合開会式            | 7月24日                                    | 広島市     | 広島県立総合体育館                                         |
| 広島県   | 少林寺拳法            | 7月23日 - 25日                             | 福山市     | エフピコアリーナふくやま                                   |
| 広島県   | 陸上競技              | 7月24日 - 29日                             | 広島市     | ホットスタッフフィールド広島                               |
| 広島県   | テニス                | 7月28日 - 8月4日                           | 福山市     | 竹ケ端運動公園庭球場                                       |
| 広島県   | テニス                | 7月28日 - 8月4日                           | 福山市     | ふくやま芸術文化ホール（開会式のみ）                       |
| 広島県   | テニス                | 7月28日 - 8月4日                           | 尾道市     | こざかなくんスポーツパークびんご                           |
| 広島県   | ローイング            | 8月1日 - 5日                               | 福山市     | 芦田川漕艇場                                               |
| 広島県   | ローイング            | 8月1日 - 5日                               | 福山市     | ふくやま芸術文化ホール（開会式のみ）                       |
| 広島県   | 剣道                  | 8月2日 - 5日                               | 広島市     | 広島県立総合体育館                                         |
| 広島県   | 登山                  | 8月5日 - 10日                              | 安芸太田町 | 恐羅漢山、十方山、深入山（幕営地）                         |
| 広島県   | 登山                  | 8月5日 - 10日                              | 安芸太田町 | 安芸太田町加計体育館（開会式・審査）                       |
| 広島県   | 登山                  | 8月5日 - 10日                              | 安芸太田町 | 安芸太田町戸河内ふれあいセンター（閉会式）                 |
| 広島県   | 水泳 - 競泳           | 8月17日 - 20日                             | 広島市     | ひろしんビッグウェーブ                                     |
| 広島県   | 水泳 - 飛込           | 8月17日 - 20日                             | 福山市     | 福山通運ローズアリーナ                                     |
| 鳥取県   | 自転車競技 - トラック | 7月30日 - 8月3日                           | 倉吉市     | 倉吉市 - 北栄町間特設コース                                |
| 鳥取県   | 自転車競技 - トラック | 7月30日 - 8月3日                           | 北栄町     | 倉吉市 - 北栄町間特設コース                                |
| 鳥取県   | ホッケー              | 7月31日 - 8月6日                           | 鳥取市     | ヤマタスポーツパーク補助競技場                             |
| 鳥取県   | ホッケー              | 7月31日 - 8月6日                           | 八頭町     | 鳥取県立八頭高等学校人工芝ホッケー場                       |
| 鳥取県   | ホッケー              | 7月31日 - 8月6日                           | 八頭町     | とりぎん文化会館（開会式のみ）                             |
| 鳥取県   | 弓道                  | 7月31日 - 8月3日                           | 米子市     | 鳥取県立武道館                                             |
| 鳥取県   | 自転車競技 - ロード   | 8月3日                                     | 倉吉市     | 倉吉自転車競技場                                           |
| 鳥取県   | 自転車競技 - ロード   | 8月3日                                     | 倉吉市     | エースパック未来中心（開会式のみ）                         |
| 鳥取県   | ウエイトリフティング  | 8月7日 - 11日                              | 米子市     | 米子コンベンションセンターBIG SHIP                         |
| 鳥取県   | 相撲                  | 8月8日 - 10日                              | 鳥取市     | ヤマタスポーツパーク鳥取県民体育館                         |
| 島根県   | レスリング            | 7月27日 - 30日                             | 雲南市     | 三刀屋文化体育館アスパル                                   |
| 島根県   | バレーボール          | 男子：7月28日 - 8月1日                     | 松江市     | 松江市総合体育館                                           |
| 島根県   | バレーボール          | 男子：7月28日 - 8月1日                     | 松江市     | 鹿島総合体育館                                             |
| 島根県   | なぎなた              | 7月31日 - 8月3日                           | 出雲市     | 出雲だんだんとまとアリーナ                                 |
| 島根県   | カヌー                | 8月1日 - 5日                               | 美郷町     | カヌーパークみさと カヌーレIMAI                            |
| 島根県   | 体操競技 - 体操       | 8月2日 - 5日                               | 浜田市     | 竹本正男アリーナ                                           |
| 島根県   | フェンシング          | 8月5日 - 9日                               | 安来市     | 安来市民体育館                                             |
| 島根県   | フェンシング          | 8月5日 - 9日                               | 安来市     | 安来市総合文化ホール アルテピア（開会式のみ）              |
| 岡山県   | ソフトボール          | - 女子：7月25日 - 29日、男子：8月1日 - 5日 | 津山市     |                                                            |
| 岡山県   | ソフトボール          | - 女子：7月25日 - 29日、男子：8月1日 - 5日 | 津山市     | 勝北総合スポーツ公園                                       |
| 岡山県   | ソフトボール          | - 女子：7月25日 - 29日、男子：8月1日 - 5日 | 津山市     | 津山市加茂町スポーツセンター                               |
| 岡山県   | ソフトボール          | - 女子：7月25日 - 29日、男子：8月1日 - 5日 | 津山市     | 津山総合体育館（開会式のみ）                               |
| 岡山県   | バスケットボール      | 7月26日 - 8月1日                           | 岡山市     | ジップアリーナ岡山                                         |
| 岡山県   | バスケットボール      | 7月26日 - 8月1日                           | 岡山市     | 岡山市総合文化体育館                                       |
| 岡山県   | 空手道                | 7月28日 - 8月3日                           | 倉敷市     | 水島緑地福田公園体育館                                     |
| 岡山県   | ハンドボール          | 8月2日 - 8月8日                            | 総社市     | 総社市きびじアリーナ                                       |
| 岡山県   | ハンドボール          | 8月2日 - 8月8日                            | 倉敷市     | 水島緑地福田公園体育館                                     |
| 岡山県   | ハンドボール          | 8月2日 - 8月8日                            | 倉敷市     | 中山公園体育館                                             |
| 岡山県   | ハンドボール          | 8月2日 - 8月8日                            | 倉敷市     | 倉敷体育館                                                 |
| 岡山県   | ハンドボール          | 8月2日 - 8月8日                            | 倉敷市     | 岡山県立倉敷青陵高等学校体育館                             |
| 岡山県   | ハンドボール          | 8月2日 - 8月8日                            | 倉敷市     | 倉敷市芸文館（開会式のみ）                                 |
| 岡山県   | バレーボール          | - 女子：8月3日 - 9日                       | 岡山市     | ジップアリーナ岡山                                         |
| 岡山県   | バレーボール          | - 女子：8月3日 - 9日                       | 岡山市     | 岡山市総合文化体育館                                       |
| 岡山県   | 柔道                  | 8月13日 - 17日                             | 岡山市     | ジップアリーナ岡山                                         |
| 岡山県   | ボクシング            | 8月13日 - 17日                             | 玉野市     | 玉野市レクレセンター                                       |
| 山口県   | ソフトテニス          | - 女子：7月28日 - 31日                     | 宇部市     | 宇部市中央公園テニスコート                                 |
| 山口県   | ソフトテニス          | 男子：7月24日 - 27日                       | 宇部市     | 宇部市中央公園テニスコート                                 |
| 山口県   | 卓球                  | 7月30日 - 8月4日                           | 下関市     | J:COMアリーナ下関                                          |
| 山口県   | アーチェリー          | 8月7日 - 8日                               | 岩国市     | 愛宕スポーツコンプレックス陸上競技場                       |
| 山口県   | アーチェリー          | 8月7日 - 8日                               | 岩国市     | 愛宕スポーツコンプレックスカルチャーセンター（閉会式のみ） |
| 山口県   | バドミントン          | 8月4日 - 9日                               | 防府市     | キリンレモンスタジアム ソルトアリーナ防府                  |
| 山口県   | バドミントン          | 8月4日 - 9日                               | 山口市     | 維新百年記念公園 維新大晃アリーナ                          |
| 山口県   | バドミントン          | 8月4日 - 9日                               | 山口市     | やまぐちリフレッシュパーク                                 |
| 山口県   | アーチェリー          | 8月7日 - 8日                               | 岩国市     | 愛宕スポーツコンプレックス陸上競技場                       |
| 山口県   | アーチェリー          | 8月7日 - 8日                               | 岩国市     | 愛宕スポーツコンプレックスカルチャーセンター               |
| 山口県   | 体操競技 - 新体操     | 8月8日 - 10日                              | 下関市     | J:COMアリーナ下関                                          |
| 山口県   | 水泳 - 水球           | 8月16日 - 20日                             | 山口市     | 山口きらら博記念公園水泳プール                             |
| 福島県   | サッカー              | 男子：7月26日 - 8月2日                     | 楢葉町     | Jヴィレッジ                                                |
| 福島県   | サッカー              | 男子：7月26日 - 8月2日                     | 楢葉町     | 住鉱エナジーマテリアルNARAHAピッチ                         |
| 福島県   | サッカー              | 男子：7月26日 - 8月2日                     | 広野町     | Jヴィレッジスタジアム                                      |
| 福島県   | サッカー              | 男子：7月26日 - 8月2日                     | 広野町     | 広野町サッカー場                                           |
| 福島県   | サッカー              | 男子：7月26日 - 8月2日                     | いわき市   | ハワイアンズスタジアムいわき                               |
| 福島県   | サッカー              | 男子：7月26日 - 8月2日                     | いわき市   | 新舞子フットボール場                                       |
| 北海道   | サッカー              | 女子：7月28日 - 8月2日                     | 室蘭市     | 日鋼室蘭スポーツパーク                                     |
| 北海道   | サッカー              | 女子：7月28日 - 8月2日                     | 室蘭市     | リーフラスフットボールパーク                               |
| 北海道   | サッカー              | 女子：7月28日 - 8月2日                     | 室蘭市     | ㊆栗林商会アリーナ（開会式のみ）                           |
| 北海道   | サッカー              | 女子：7月28日 - 8月2日                     | 伊達市     | まなびの里サッカー場                                       |
| 和歌山県 | ヨット                | 8月12日 - 16日                             | 和歌山市   | 和歌山セーリングセンター                                   |

## 冬季大会
令和7年度全国高等学校総合体育大会では、2025年12月から2026年2月にかけてスキー、スケート・アイスホッケー、ラグビーフットボール、駅伝の4競技が冬季大会として開催される。

### 駅伝大会
駅伝競走大会は、男子第76回女子第37回全国高等学校駅伝競走大会として2025年12月21日に京都府京都市のたけびしスタジアム京都発着、国立京都国際会館（男子）及び室町小前（女子）折り返しコースで開催される。

### ラグビーフットボール大会
ラグビーフットボール大会は、第105回全国高等学校ラグビーフットボール大会として2025年（令和7年）12月27日 - 2026年（令和8年）1月7日に大阪府東大阪市の花園ラグビー場、花園中央公園多目的球技広場で開催される。